# Slag bij Ankara
De Slag bij Ankara werd op 20 juli 1402 (of op 28 juli naargelang de bron) uitgevochten tussen het Osmaanse rijk van sultan Bayezid I en de legers van Timoer Lenk, de kreupele, heerser over de  Timoeriden, op de vlakte van Çubuk, nabij Ankara.

## Vooraf
Timoer had eind 14e, begin 15e eeuw een reeks overwinningen behaald op Transoxanië (1370), Perzië (1387), de Gouden Horde (1395) en Noord-India (1398).
Zijn verovering van Syrië en Bagdad in 1401 bracht hem tot aan de grenzen van het Ottomaanse rijk, Anatolië. Een rechtstreekse confrontatie tussen beide legers was onvermijdelijk geworden. De plaatselijke krijgsheren moesten schipperen tussen beide heerser om de bescherming van hun gebied te verzekeren.
Bayezid I, die bezig was met de belegering van Constantinopel, verliet de stellingen en trok op naar Timoer toe die vanuit Karabach naar het betwiste fort van Kemah. Dit fort wist hij na 10 dagen te veroveren en hij trok verder naar Sivas.
De diplomatie trad in werking; Timoer eiste de overgave en uitlevering van de voortvluchtige sultan van Bagdad, Achmed Jalair en van Kara Joesoef, leider van de Zwarte Schapen. Beide waren voor Timoer gevlucht en hadden bij de Osmanen bescherming gekregen. Bayezid I liet de onderhandelaars dan ook weten dat de voorstellen onaanvaardbaar waren. Hierop belegerde hij Ankara. Zij verlieten het beleg zodra hun verkenners het Ottomaanse leger zagen naderen. Dit leger telde 85.000 manschappen maar was uitgeput door de achtervolging, van Boersa tot Sivas en dan terug naar Ankara en had vooral problemen met de aanvoer van water. Timoer had immers al de bronnen rondom Ankara onklaar gemaakt. Dit, in combinatie met het bloedhete zomerweer, gaf de Timoeriden een overweldigend voordeel.

## De slag

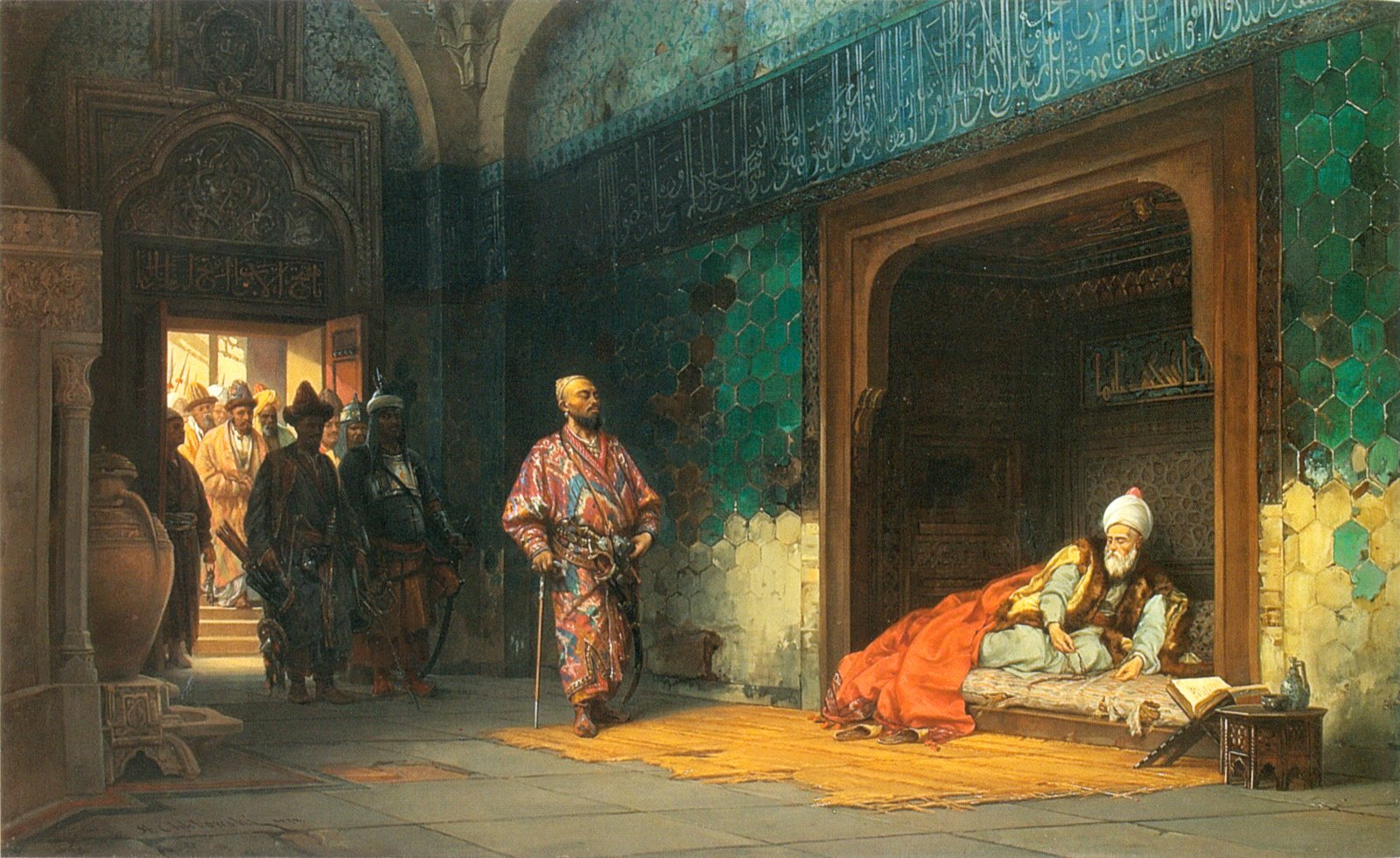
Sultan Bayezid in gevangenschap onder Timoer,Stanisław Chlebowski(1878)

Timoer stelde zijn leger, dat voornamelijk uit Tsjagataïsche nomadische boogschutters bestond, op met rechts Aboe Bakr en op links sultan Hoessein, beiden kleinzonen van Timoer. Hij voerde zelf het centrum aan.
 De Osmanen hadden op hun linkerflank cavalerie uit Roemelië, onder leiding van Süleyman Çelebi, Bajezid's oudste zoon en de rechterflank werd gevormd door Anatolische troepen en 20.000 Servische cavaleristen, onder leiding van Stefan Lazarević, schoonbroer van de sultan. Het centrum werd aangevoerd door Bajezid, samen met 3 van zijn zonen: Musa Çelebi, de latere Mehmet I, Mustafa Çelebi en İsa Çelebi.
De slag begon rond 9 uur en duurde de ganse dag. Aanvankelijk hadden de Osmanen succes, maar het gebrek aan drinkwater (de Timoeriden hadden zich opgesteld voor de enige bruikbare bron) begon toch zijn tol te eisen. Daarenboven werden de Osmanen verraden door de Qarai  en Sipahi op hun linkerflank die, bij wijze van verbond met Timoer, de Osmanen in de rug aanvielen. Ook cavaleristen uit pas onderworpen gebieden, verwant met de Timoeriden, deserteerden en hiermee was de slag beslist. Bajezid zelf vocht door maar zijn zonen Süleyman Çelebi en Musa Çelebi lieten hem in de steek. Bajezid werd gevangengenomen en stierf in 1403 in gevangenschap.

## Gevolgen
De opvolgingsstrijd om de Ottomaanse troon barstte in alle hevigheid los: na het Ottomaanse  interregnum, dat pas in 1413 eindigde, had Musa Çelebi zijn drie broers verslagen en werd zo Mehmet I.
De Timoeriden hadden dan wel Klein-Azië geplunderd, ze hadden nagelaten de Osmanen de doodsteek te geven en zouden nog gedurende 50 jaar de handen vol hebben.